# Patinage de vitesse aux Jeux olympiques de 1972
Pour des articles plus généraux, voir Patinage de vitesse aux Jeux olympiques et Jeux olympiques d'hiver de 1968.
Navigation
Grenoble 1968 Innsbruck 1976
Les épreuves de Patinage de vitesse aux Jeux olympiques de 1972.

## Podiums

### Hommes
| Épreuves | Médaille d'or | Médaille d'argent | Médaille de bronze |
| -------- | ------------- | ----------------- | ------------------ |
| 500 m    | Erhard Keller | Hasse Börjes      | Valery Muratov     |
| 1 500 m  | Ard Schenk    | Roar Grönvold     | Göran Clässon      |
| 5 000 m  | Ard Schenk    | Roar Grönvold     | Sten Stensen       |
| 10 000 m | Ard Schenk    | Cornelis Verkerk  | Sten Stensen       |

### Femmes
| Épreuves | Médaille d'or          | Médaille d'argent | Médaille de bronze |
| -------- | ---------------------- | ----------------- | ------------------ |
| 500 m    | Anne Henning           | Vera Krasnova     | Lyudmila Titova    |
| 1 000 m  | Monika Holzner-Gawenus | Atje Deelstra     | Anne Henning       |
| 1 500 m  | Dianne Holum           | Christina Kaiser  | Atje Deelstra      |
| 3 000 m  | Christina Kaiser       | Dianne Holum      | Atje Deelstra      |